# Universidad Loyola (Bolivia)
La Universidad Loyola es una universidad privada de La Paz, Bolivia. Fue fundada el 20 de febrero de 1995 mediante Resolución Secretarial 219/95 y pasó a ser universidad plena en 2001. Nació con las carreras de Ingeniería Civil, Ingeniería de Sistemas, Ingeniería de Producción, Ingeniería Comercial y Administración de Empresas. También se abrió un apartado para maestrías en administración de empresas, planificación, ingeniería financiera e ingeniería de medio ambiente. 
Es la única universidad privada con un programa de licenciatura en música además de contar con ingeniería agrícola, ingeniería en topografía y geodésica, ingeniería agronómica y veterinaria.
Según el Ranking Web de Universidades, Webometrics 2021, ocupa el puesto 20 de las mejores universidades de Bolivia.

## Carreras a nivel licenciatura

### Facultad de Administración Ciencias Económicas y Financieras
- Administración de Empresas
- Ingeniería Comercial
- Ingeniería Financiera
- Ingeniería Económica
- Auditoría o Contaduría Pública

### Facultad de Ciencias Naturales
- Ingeniería de Medio Ambiente y RRNN
- Ingeniería Agronómica
- Ingeniería de Producción de Alimentos
- Medicina Veterinaria y Zootecnia

### Facultad de Ciencias Sociales
- Licenciatura en Derecho
- Licenciatura en Comunicación Social
- Licenciatura en Música

### Facultad de Tecnología
- Ingeniería Civil
- Ingeniería Industrial
- Ingeniería de Sistemas
- Ingeniería Mecánica
- Ingeniería Electrónica
- Ingeniería Electromecánica
- Ingeniería en Construcciones
- Ingeniería de Topografía y Geodesia

## Actividades extra curriculares
La universidad posee equipos de fútbol de salón, voleibol y otros que participan en los campeonatos universitarios. El equipo de fútbol de la universidad se encuentra en la Primera A de fútbol de la asociación departamental. El equipo está conformado por estudiantes de la universidad solamente y es apoyado económicamente por la Fundación Loyola.

## Infraestrutura
La universidad cuenta con un edificio que alberga a las carreras además del servicio de veterinaria de la carrera de zootécnia. Este se encuentra en la zona de Bajo Següencoma en la zona sur de La Paz.
Se cuenta demás con el edificio El Sauce en la Av. Busch y Jamaica que está destinado a las clases de postgrado.

## Reconocimientos
El Senado de Bolivia reconoció mediante una Declaración Camaral el 23 aniversario de la Universidad Loyola por su larga trayectoria y contribución al mundo académico del país. Al momento del reconocimiento la universidad contaba con más de 3000 estudiantes y más de 1500 graduados.